# Richard Frey

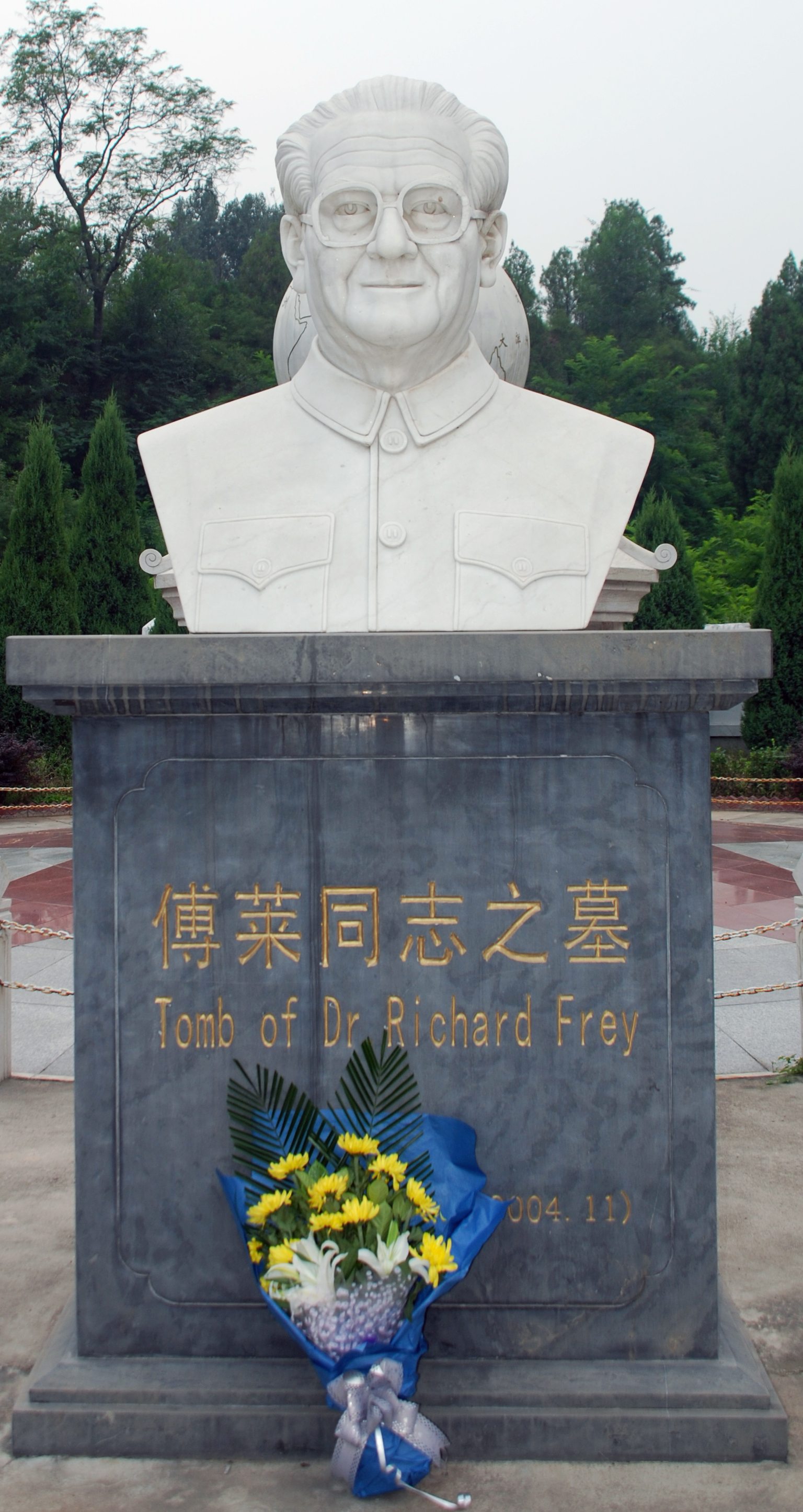
Richard Frey

Richard Frey (chinesisch 傅萊 / 傅莱, Pinyin Fù Lái; * 11. Februar 1920 in Wien; † 16. November 2004 in Peking) war ein aus Österreich stammender chinesischer Arzt und Politiker. 1938 flüchtete er vor der Gestapo von Österreich nach China und verbrachte sein weiteres Leben in seiner Wahlheimat. Auf Grund seiner außergewöhnlichen Beiträge zur nationalen Unabhängigkeit, nationalen Befreiung und zum Landaufbau Chinas erwarb er sich dort hohes Ansehen.

## Leben
Richard Frey wurde unter dem Namen Richard Stein als Einzelkind in einer wohlhabenden jüdischen Familie in Wien geboren. 1930 besuchte er das Döblinger Gymnasium und wünschte sich, später ein Arzt zu werden. Mit großer Unterstützung seiner Eltern lernte er privat gleichzeitig u. a. Röntgentechnik am Röntgeninstitut Holzknecht und am Kaiser Franz Joseph-Ambulatorium und Jubiläumsspital in der Oberstufe. In seiner Schulzeit war er auch politisch aktiv, trat mit 14 Jahren den Pfadfindern bei und später dem Kommunistischen Jugendverband (KJV) sowie der Kommunistischen Partei Österreichs (KPÖ). Als Folge des „Anschlusses“ Österreichs an das Nazideutschland wurde er kurz vor seiner Matura von der Schule vertrieben. Ende 1938 brach er wegen der drohenden Verhaftung durch die Gestapo sein Medizinstudium ab, flüchtete aus Österreich und gelangte schließlich Anfang 1939 nach China. Dort beteiligte er sich am antijapanischen Krieg und kam 1941 an die Kriegsfront im „Shanxi-Chahar-Hebei-Grenzgebiet“. Dort änderte er seinen Namen von „Stein“ auf „Frey“ und schloss sich der Achten Marscharmee an. 1942 beantragte er die Mitgliedschaft in der Kommunistischen Partei Chinas (KPCh). Er wurde 1944 in die Partei aufgenommen und nahm später als Gasthörer an dem historisch bedeutenden VII. Parteitag der KPCh in Yan’an teil.
Er arbeitete als Arzt in der Armee an der Front und bildete Ärzte und Sanitäter aus. Im Kriegsjahr 1943 mangelte es der Grenzregion wegen einer feindlichen Blockade am Malariamedikament Chinin. Stattdessen soll er die Malaria in der Truppe mittels Akupunktur bekämpft haben, wofür er eine Auszeichnung von Mao Zedong erhielt. 1945 gelang es ihm unter schwierigen Bedingungen in Yan’an – der politischen und militärischen Basis der Kommunistischen Partei –, erstmals in China Penicillin herzustellen. Als Fürsprecher und Berater der in Yan’an gegründeten Forschungsgemeinschaft der chinesischen und westlichen Medizin der Grenzregion Shaanxi-Gansu-Ningxia war er ein Pionier der integrativen medizinischen Behandlung in China.
Nach der Gründung der Volksrepublik China im Jahr 1949 blieb Richard Frey zur Hilfe beim Aufbau des Landes weiterhin dort und erhielt 1952 die chinesische Staatsbürgerschaft.
Richard Frey arbeitete u. a. zehn Jahre lang als Arzt zur Seuchenbekämpfung in entlegenen Gebieten in Südwestchina und ab 1962 als Spezialist und Berater der Chinesischen Akademie der Medizinischen Wissenschaften in Peking. Unter seiner Leitung wurde Anfang der 80er Jahre ein nationales Medizininformationsnetz in China aufgebaut. Er gründete bzw. leitete im Jahr 1982 die Einrichtung der ersten Computerdatenbank für das medizinische Informationszentrum in Peking. Vor seiner Pensionierung war er Vorsitzender des Informationsinstituts und Kurator der Bibliothek der Medizinischen Wissenschaftlichen Akademie Chinas.
Während der Kulturrevolution und mehrerer politischer Bewegungen in China erlebte Richard Frey jahrelang politische Unterdrückung und unrechtmäßige Behandlung. Erst im Jahr 1983 wurde er als ausländischer Experte von der KPCh in Peking zum Mitglied der Politischen Konsultativkonferenz des chinesischen Volkes (PKKCV) ernannt und nahm an der VI., VII., VIII. und IX. PKKCV teil. Außer seiner medizinischen wissenschaftlichen Tätigkeit bemühte er sich stets, das Neue China in der Außenwelt zu präsentieren und Beziehungen zwischen China und seiner alten Heimat Österreich sowie westlichen Ländern aufzubauen.
Im Krieg verlor er den Kontakt zu seiner Jugendliebe Hanna in Wien und gründete 1945 in Yan’an mit seiner Kameradin Li Binzhu eine Familie. Anfang der 60er Jahre wurde diese Ehe aus politischen Gründen annulliert und Jahre später heiratete er zum zweiten Mal. 1962 durfte er nach dem Tod seines Vaters für kurze Zeit erstmals wieder nach Österreich einreisen, um seine in Wien alleinlebende Mutter zu besuchen.

## Gedenken

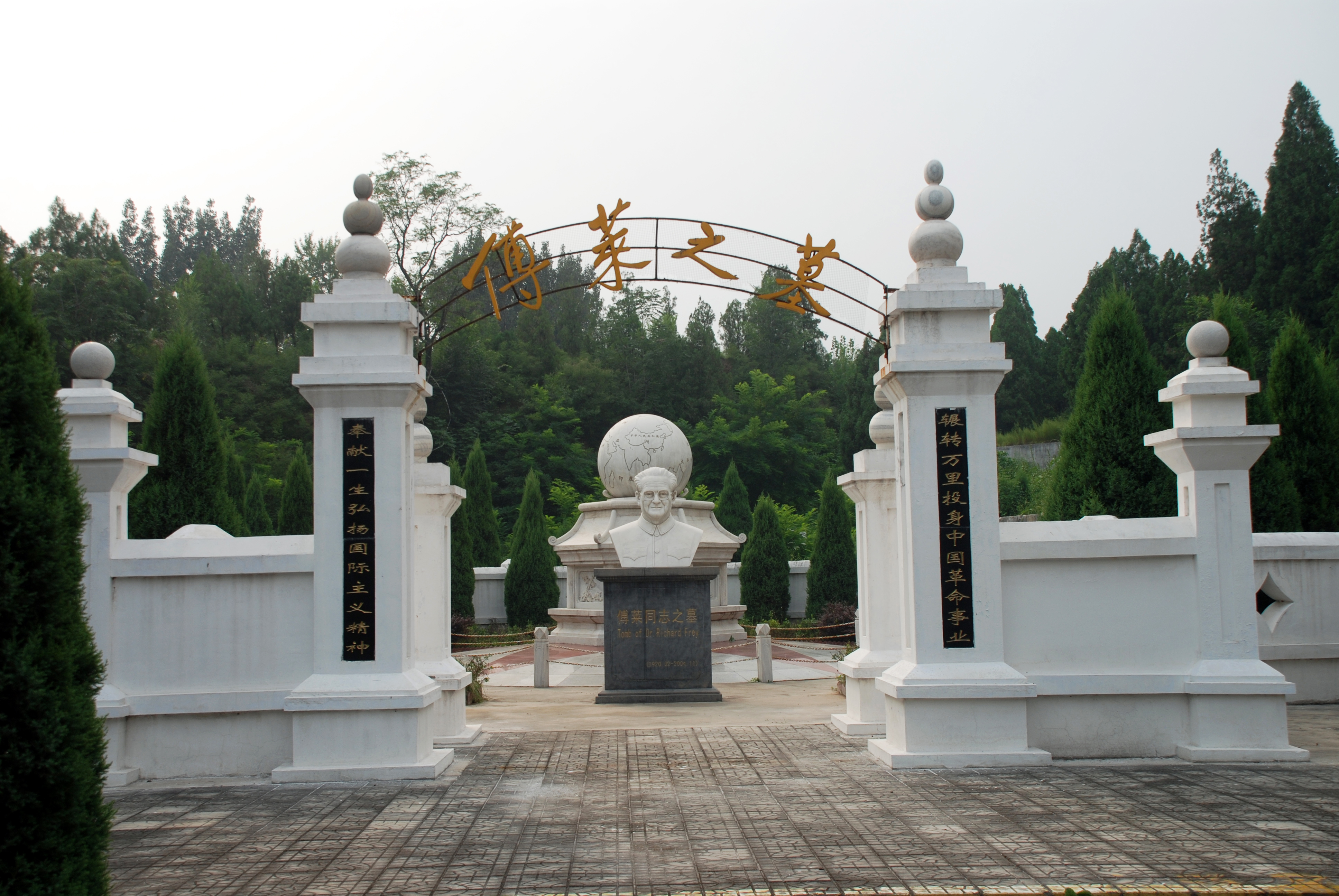
Denkmal und Ruhestätte von Richard Frey im Kreis Tang der Stadt Baoding

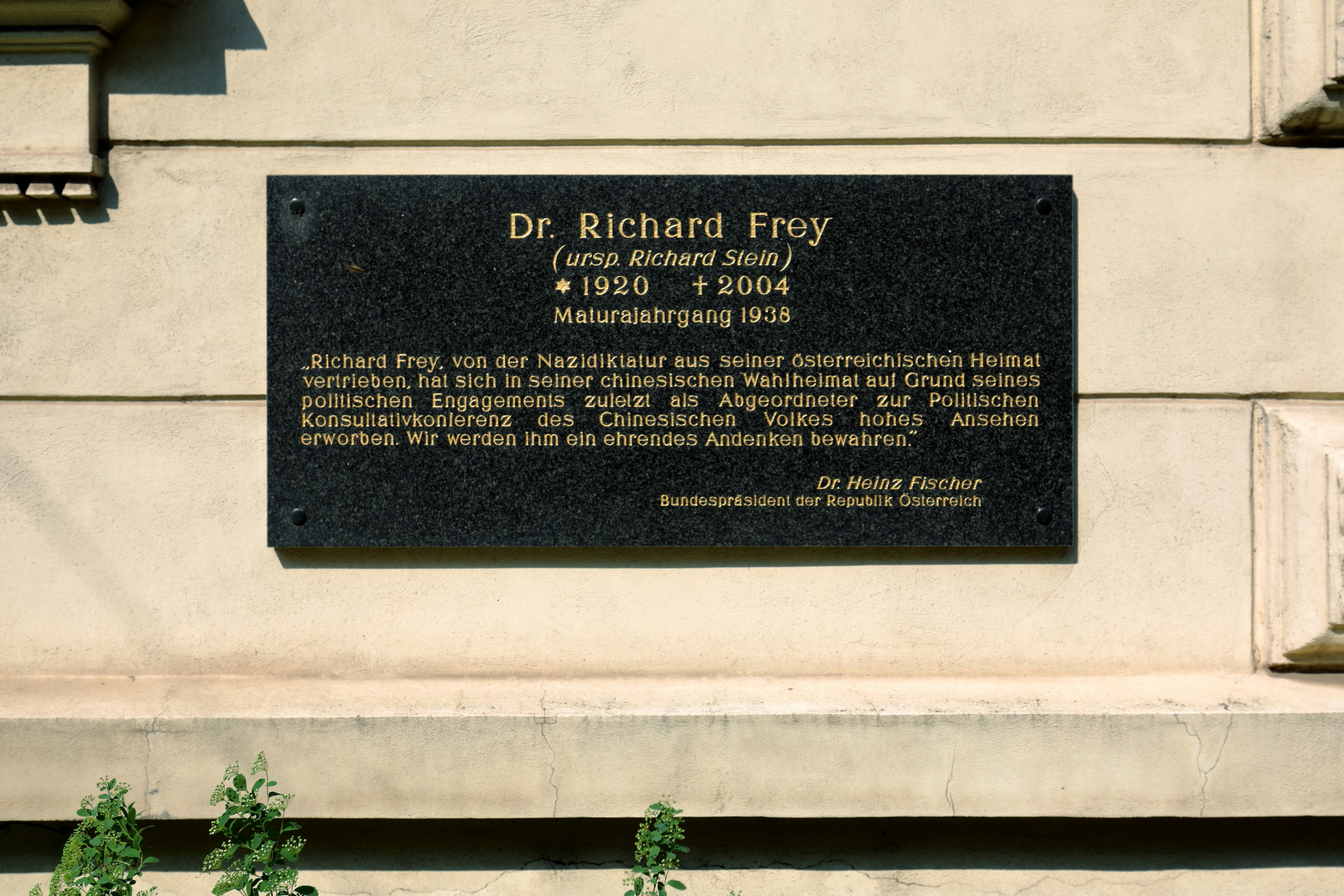
Gedenktafel beim Döblinger Gymnasium

Am 16. November 2004 starb er im Alter von 84 Jahren in Peking. Sowohl der chinesische Staatspräsident Hu Jintao als auch der österreichische Bundespräsident Heinz Fischer legten ihm zur Ehrung einen Kranz nieder. Nach seinem letzten Willen wurden seine sterblichen Überreste der medizinischen Forschung gespendet.
Am 21. Februar 2006 wurde am Döblinger Gymnasium eine Gedenktafel für Richard Frey enthüllt, deren Text der österreichische Bundespräsident verfasste. Am 23. Juli 2007 richtete die chinesische Regierung an der damaligen Front (in der Nähe von Peking) ein Denkmal für Richard Frey ein. Ebenfalls an diesem Tag wurde seine erste Frau in Wien beerdigt.
Über das Leben von Richard Frey ist heute in vielen chinesischen Museen zu erfahren und seine Geschichte wurde in verschiedenen Geschichtsbüchern Chinas aufgezeichnet.